# Kim Young-chul
Kim Young-chul, né le 30 juin 1976 à Incheon, est un footballeur sud-coréen. Il joue au poste de défenseur central avec l'équipe de Corée du Sud et le club des Chunnam Dragons.

## Carrière

### En club
- 1999-2003 : Seongnam Ilhwa Chunma -  Corée du Sud
- 2003-2005 : Gwangju Sangmu Phoenix -  Corée du Sud
- 2005-2008 : Seongnam Ilhwa Chunma -  Corée du Sud
- 2009- : Chunnam Dragons -  Corée du Sud

### En équipe nationale
Il a eu sa première cape en 1997 et a disputé un match de qualification pour la coupe du monde 2006.
Il participe à la coupe du monde 2006 avec l'équipe de Corée du Sud. 

## Palmarès
- 15 sélections en équipe nationale (1 but) entre 1997 et 2006
- Champion de Corée du Sud en 2001, 2002 et 2006 avec Seongnam Ilhwa Chunma